# RuSwitcher
RuSwitcher — программа для автоматического переключения между русской и английской раскладками клавиатуры для Mac OS X.
Назначение программы состоит в автоматическом определении соответствия набираемых слов текущей раскладке клавиатуры компьютера.
В случае несоответствия программа изменяет раскладку, удаляет символы неверно набранных слов, а на их место вставляет слова в правильной раскладке.
Программа работает в фоновом режиме.
Создана по мотивам Punto Switcher — аналогичной программы для Microsoft Windows.